# Bulugguín ibn Muhàmmad
Bulugguín ibn Muhàmmad (àrab: بلكين بن محمد, Bulukkīn b. Muḥammad) (mort el 1062) fou emir hammadita del 1055 al 1062.
Va assassinar al seu cosí al-Múhsin ibn al-Qàïd i el va succeir. Es va aliar als hilàlides athbaj mentre els zírides aconseguien la dels Banu Riyaha i dels zughba. Aquestos darrers foren aviats eliminats d'Ifríqiya pels riyàhides i es van retirar cap al Màgrib central passant al servei dels hammadites.
El 1058/1058 Bulugguín va imposar el seu domini a l'emir de Biskra.
Quan els almoràvits van ocupar Sigilmasa, amb el suport dels zughba va lluitar contra els zanates del Marroc i es va apoderar de Fes (1062). Quan tornava cap a la Qala dels Banu Hammad fou assassinat pel camí pel seu cosí an-Nàssir ibn Alannàs que el va succeir.